# هاري كاميرون (لاعب دوري الرغبي)
هاري كاميرون (بالإنجليزية: Harry Cameron)‏ هو لاعب دوري الرغبي أسترالي، ولد في 2 أغسطس 1947 في بورن جانكشن ‏ في أستراليا.